# 터미널 포스
터미널 포스(Galaxis)는 미국에서 제작된 윌리엄 메사 감독의 1995년 액션, SF, 스릴러 영화이다. 브리짓 닐슨 등이 주연으로 출연하였고 패트릭 D. 최 등이 제작에 참여하였다. 윌리엄 메사 감독의 데뷔 작품이다.
이 영화는 실제로 비디오 영화 제작판보다도 더 나쁘다면서 휴스턴 크로니클로부터 부정적인 평가를 받았다.

## 출연

### 주연
- 브리짓 닐슨
- 리처드 몰

### 조연
- 크레이그 페어브라스
- 프레드 아스파라거스
- 존 H. 브레넌
- 마이클 폴 챈
- 로저 아론 브라운

## 제작진
- 공동제작: 윌리엄 메사
- 라인프로듀서: 패트릭 피치
- 협력프로듀서: 닉 데이비스
- 의상: 샤론 로젠버그